# Séisme de 1978 à Miyagi
Le séisme de 1978 de Miyagi (japonais : 1978年宮城県沖地震) s'est déroulé le 12 juin 1978 à 17 h 14, heure locale, soit 8 h 14 UTC. Il a une magnitude de 7,7, l'Agence météorologique du Japon a enregistré des magnitudes de 7,4. Le séisme a déclenché un petit tsunami. Le tremblement de terre atteint un niveau de 5 sur l'échelle de Shindo à Sendai, causant 28 morts et 1 325 blessés.

## Géologie
La partie nord-est de Honshū se trouve au-dessus de la zone de subduction qui forme la fosse du Japon, où la plaque du Pacifique est subducté sous la plaque d'Okhotsk. La rupture de l'interface de la plaque qui a provoqué le séisme s'est produite en deux étapes distinctes, d'après l'étude des données sur les ondes de surface et du corps et de la distribution des répliques sismiques. La première étape de la rupture s'est propagée vers le nord, à peu près parallèlement à l'axe de la tranchée, le long de la partie supérieure des deux zones de répliques. La deuxième étape débute après environ 11 secondes avec un second choc, à environ 30 km à l'ouest du premier, à la base de la zone de réplique supérieure, se propageant en descente. La cause de cette séquence de rupture serait la présence d'une barrière, une zone de plus grande résistance, entre les deux zones de répliques.
Des tremblements de terre de magnitude similaire se produisent périodiquement dans cette région, tous les 40 ans environ. De tels tremblements de terre comprennent ceux survenus en 1793, 1835, 1861, 1897, 1936 et 1978. Le tremblement de terre de Miyagi de 2005 n'est pas considéré comme celui qui devait suivre le tremblement de terre de Miyagi de 1978. Des comparaisons plus récentes ont confirmé les différences entre les événements de 1978 et 2005 mais remet également en question si cette séquence représente réellement la répétition d'un tremblement de terre caractéristique.
La zone de rupture du tremblement de terre de 1978 s'est produite à la limite la plus à l'ouest des séismes interplaques connus, à environ 150 km de la tranchée. Cette partie la plus profonde de la zone de rupture, d'environ 40 km, est interprétée comme représentant la profondeur de transition du fluage asismique sur l'interface de la plaque.
L'accélération maximale du sol maximale enregistrée est de 0,125 g.
Il y a eu une pré-secousse de magnitude Mj 5,8 à 17 h 6 heure locale, quelques minutes avant le choc principal.

## Dommages
Il y a eu des glissements de terrain généralisés qui ont causé des dommages importants aux autoroutes et un décès dans la zone autour de Sendai. 1 183 maisons sont complètement détruites dans la préfecture de Miyagi, 5 574 autres partiellement détruites. La liquéfaction du sol a été observée dans les terres soutenus par remblai Aucun dégât provoqué par le tsunami ne fut reporté.

## Tsunami
Une hauteur de vague maximale d'environ 60 cm est enregistrée à Kesennuma et Onagawa, près de l'épicentre.

## Conséquences
L'ampleur des dommages causés aux bâtiments par le séisme a conduit directement à une révision de la loi japonaise sur les normes de construction en 1981. Le tremblement de terre a également entraîné une révision majeure du système d'assurance sur les tremblement de terre, créé par le gouvernement japonais en 1966.